# Vasconcelos

Brasão dos Vasconcelos.

Vasconcelos é um apelido de origem portuguesa. Surge classificado como um toponímico, ou seja, de origem geográfica, derivando duma localidade, como o mesmo nome, situada no distrito de Braga.
De acordo com o linguista português, José Pedro Machado, a origem do nome da localidade de Vasconcelos pode estar associada com uma comunidade basca ou com a presença isolada de um basco (outrora designados «vascões»), naquelas terras do distrito de Braga.

A linhagem dos Vasconcelos é das mais ilustres de Portugal, descendendo de Pedro Martins da Torre, filho de Martim Moniz, filho de Monio Osorez de Cabreira, descendente do rei Afonso VI de Leão. O seu solar foi a Torre de Vasconcelos, no lugar de Amares (Entre Douro e Minho). O primeiro nobre a usar o nome «Vasconcelos» foi D. João Pires de Vasconcelos, que participou na conquista de Servilha, com el-rei D. Fernando III, o Santo em 1248.

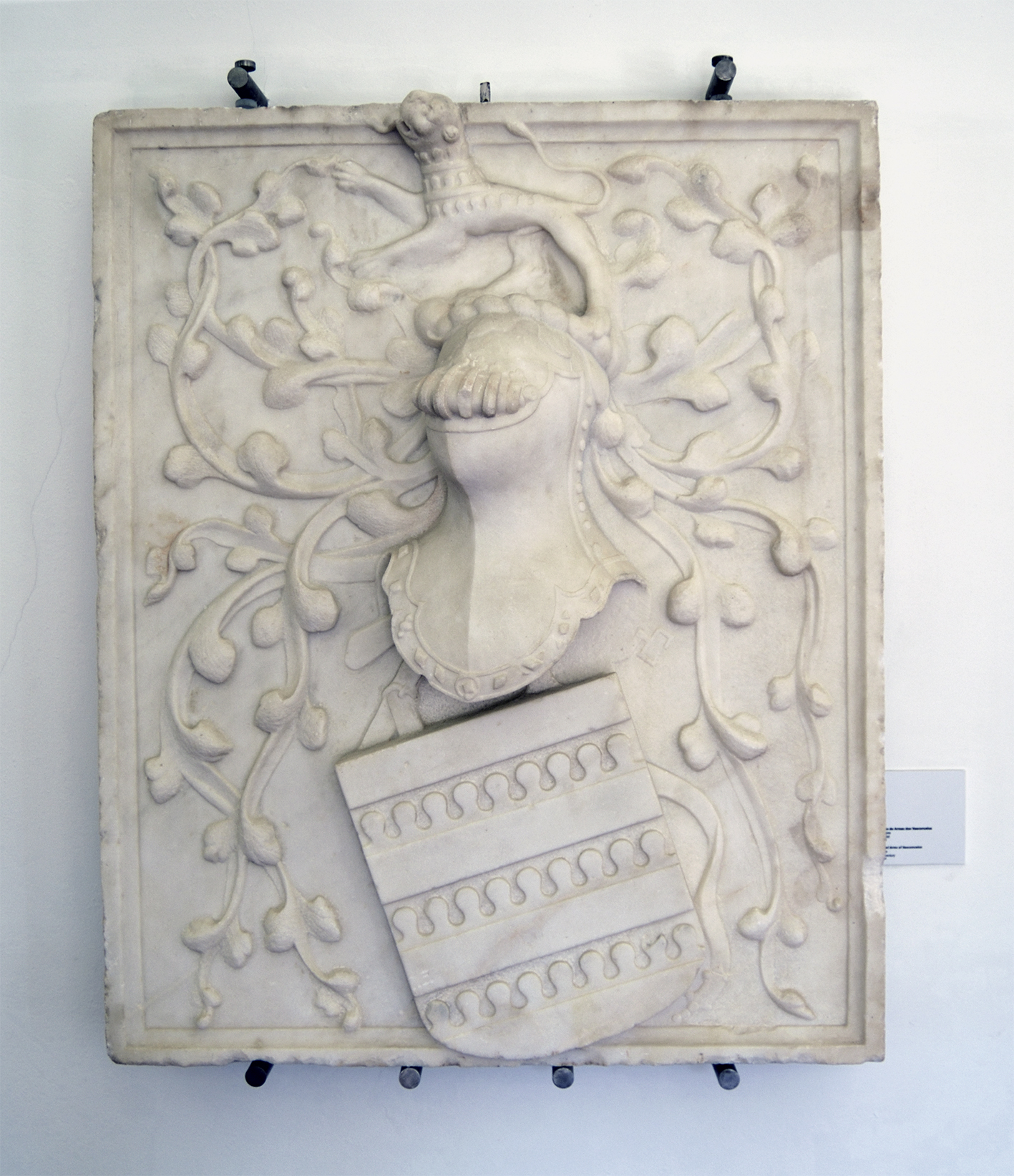
Brasão esculpido.

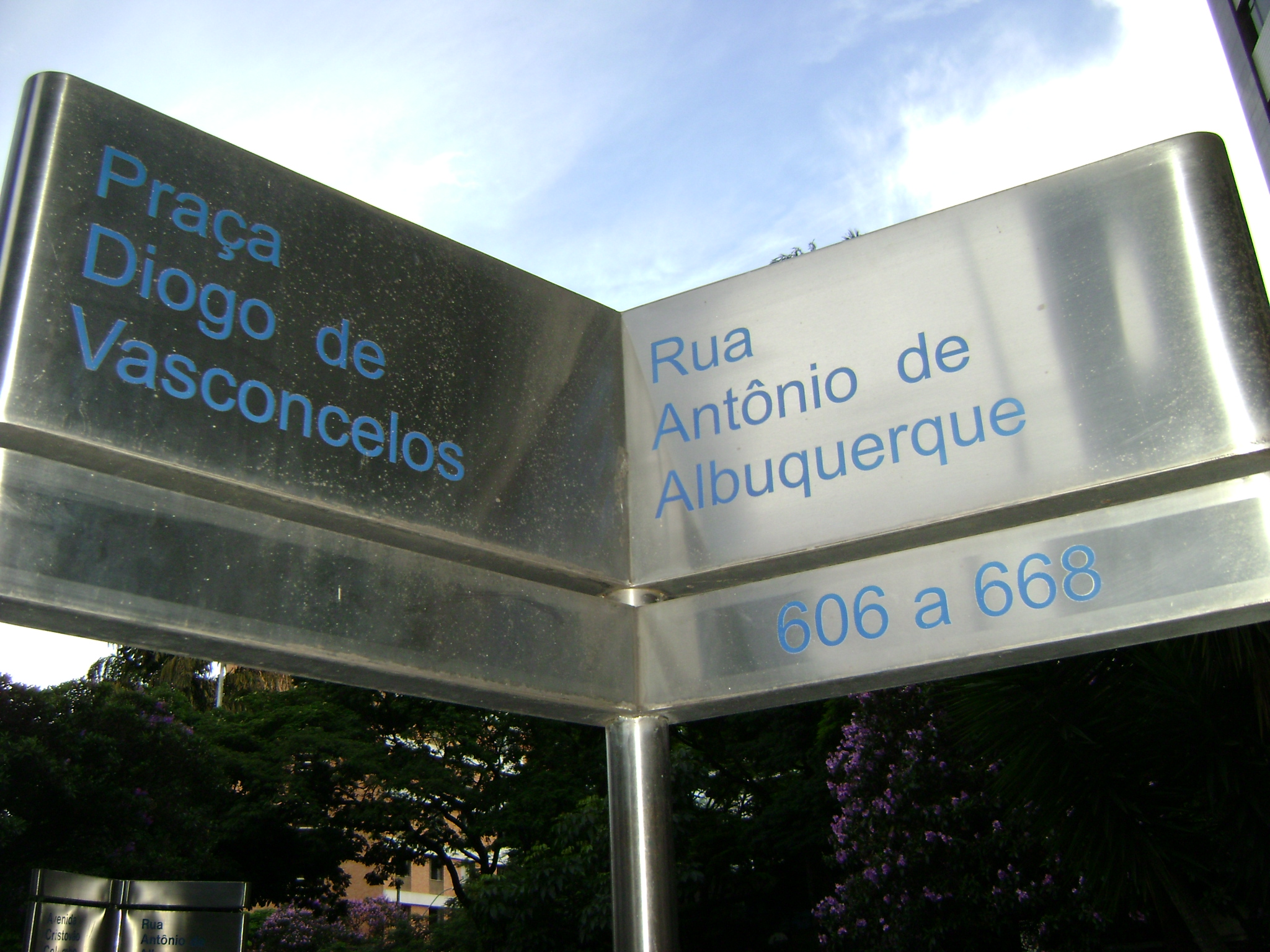
A praça Diogo de Vasconcelos em Belo Horizonte.

Amiúde, as vindas do lugar de Vasconcelos, que se instalavam noutros sítios e localidades, acabavam por serem reconhecidas por “de Vasconcelos”. Com o tempo, o “de” deixou de existir e ficou somente o apelido familiar «Vasconcelos», que foi disseminado entre os descendentes.

## Pessoas Ilustres
- Gonçalo Mendes de Vasconcelos, Fidalgo português do século XIV.
- Jarbas Vasconcelos, senador da República.
- João Mendes de Vasconcelos, senhor de Penela, Fidalgo português dos séculos XIV e XV.
- Luís de Vasconcelos e Sousa - 3.º Conde de Castelo Melhor, político português.
- Luís de Vasconcelos e Sousa, 4.º Conde de Figueiró - 12.º vice-rei do Brasil.
- Miguel de Vasconcelos - Secretário de Estado do Reino de Portugal.
- Naná Vasconcelos - Instrumentista.
- António de Gouveia Osório Metelo de Vasconcelos - 1.° Visconde de Proença-a-Velha e 1.° Conde de Proença-a-Velha
- Carlos José Botelho de Vasconcelos Matias - Arquitecto português e fundador da Exquisite
- Francisco Botello de Moraes y Vasconcelos - Escritor e nobre português
- Mem Rodrigues de Vasconcelos, Senhor da Torre de Vasconcelos.
- Jerónimo Pereira de Vasconcelos, primeiro barão e visconde de Ponte da Barca
- Mem Rodrigues de Vasconcelos que foi Mestre da Ordem de Santiago e esteve na batalha de Aljubarrota, onde liderou "a ala direita dos Lusitanos"; é mencionado por Luís de Camões, no Canto IV de "Os Lusíadas".

## Topónimos
- Alfredo Vasconcelos - cidade de Minas Gerais.
- Praça Diogo de Vasconcelos - praça em Belo Horizonte.
- Ferraz de Vasconcelos - Município brasileiro no Estado de São Paulo
- Lins de Vasconcelos - bairro do subúrbio da cidade do Rio de Janeiro.